# Tente

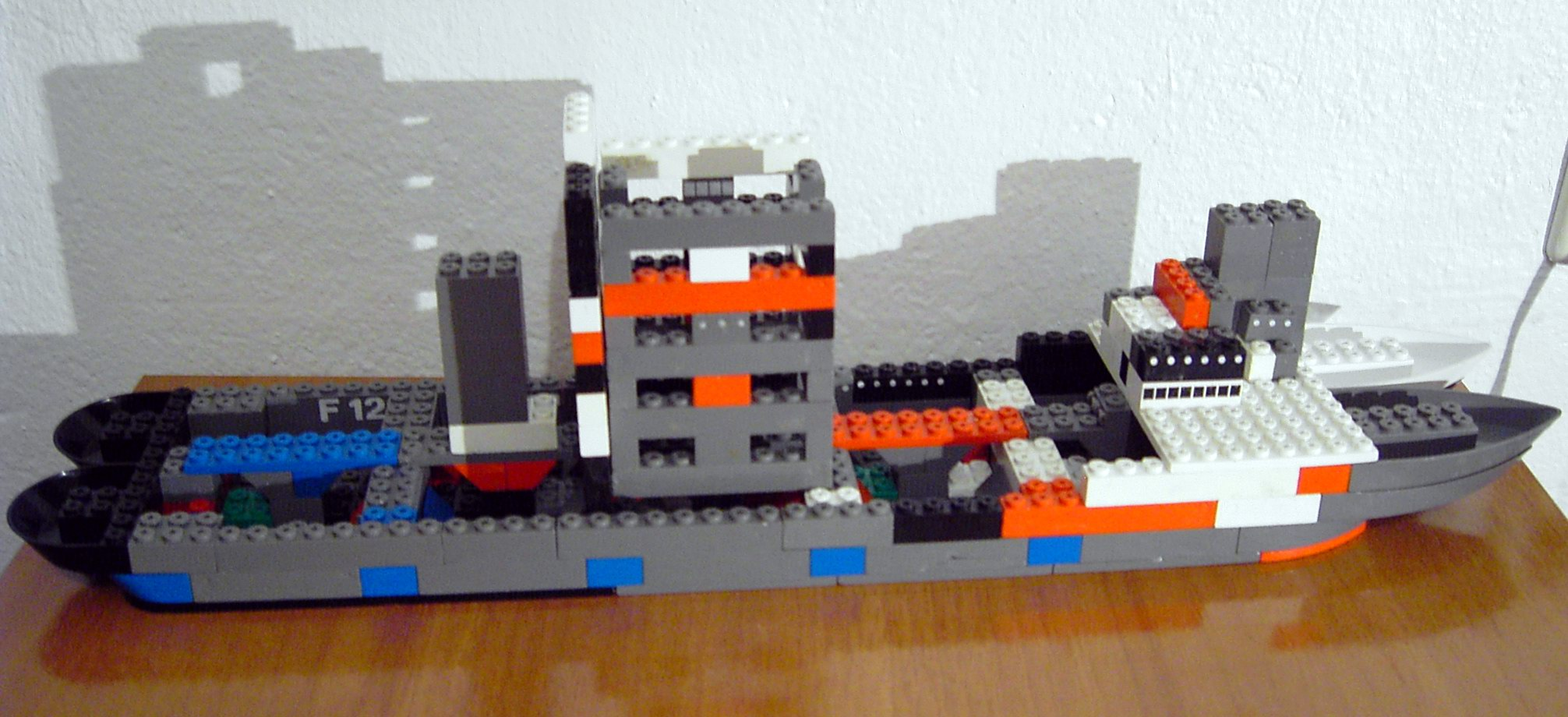
Fabricació d'un vaixell amb peces Tente; la versatilitat del joc permetia realitzar dissenys originals al marge dels suggerits de fàbrica

Tente és una línia de construcció de joguines catalana, coneguda per la fabricació de blocs de plàstic similars als de Lego amb els que competien, fets amb el mateix material que Lego, l'ABS. Va ser creada l'any 1972 per l'empresa EXIN, la seu es trobava a Barcelona i va deixar de fabricar-se el 2007. El 2021 un grup d'aficionats en va reprendre la fabricació amb l'empresa Iunits (Intelligent Units).
Una de les seves principals diferències amb Lego era que les peces de Tente tenien un orifici central que permetia connectar peces d'una forma única. Lego va arribar a demandar EXIN per utilitzar un sistema similar al que havien inventat ells. La demanda la van presentar a Israel, on el tribunal va donar la raó finalment a EXIN.
Hasbro va comercialitzar el joc als Estats Units i al Japó. Aquests models són diferents als de l'Estat espanyol, ja que Exin va autoritzar la creació de nous models adaptats als gustos d'aquests països. En altres països va ser comercialitzat per altres empreses: Jocsa a l'Argentina, Miro-Meccano a França, Denys-Fisher al Regne Unit, etc.
Tenia diverses línies: Elephant (per a infants menuts), Ruta (camions), Mar (amb dues branques: vaixells civils i vaixells militars), Aire (helicòpters), Astro (naus espacials), Scorpion (tancs i altres vehicles militars, inclòs un helicòpter) i, ja als anys 90 del segle xx, Roblock (inspirats en els Transformers). Algunes línies van canviar de nom amb el temps: Astro va esdevenir Cosmic i Mar va esdevenir Oceanis. A més, a mitjan anys 80 van treure vaixells i naus espacials amb un motoret que permetia que es desplacessin per terra. Algunes d'aquestes línies van obligar Tente a desenvolupar peces específiques més enllà dels típics blocs d'acoblament, per exemple els vaixells: va caldre crear barquetes, llanxes, camions menuts, radars, antenes parabòliques, canons, antiaeris, llençatorpedes, llençamíssils, helicòpters, cabrestants... Al final, molts vaixells (alguns dels civils, però sobretot els militars) van acabar sent un joguet tendent a maqueta (els dissenyadors de Tente es van documentar en models reals a l'hora de crear destructors, creuers de la Primera Guerra Mundial o portaavions, i fins i tot a partir del 1992 van reproduir alguns vaixells reals, com el cuirassat Missouri de l'Armada estatunidenca, el cuirassat Bismarck d'Alemanya -tots dos de la Segona Guerra Mundial-, la fragata Santa Maria de l'Armada espanyola o el portaavions Charles de Gaulle de l'Armada francesa).
En desaparèixer l'empresa EXIN, la patent de Tente va ser adquirida per Educa Borràs, que va comercialitzar el joc fins a l'any 2007. A partir d'octubre del 2021 es tornen a comercialitzar peces de nova fabricació per Iunits, són peces que ja existien (jàsseres, plaques, rajoles...) i també peces de nou disseny diferents de les originals d'Exin i Borrás ("peces dark" (fosques) entre els aficionats), algunes d'aquestes peces permeten la compatibilitat amb el sistema de Lego.